# موسيقى فنية

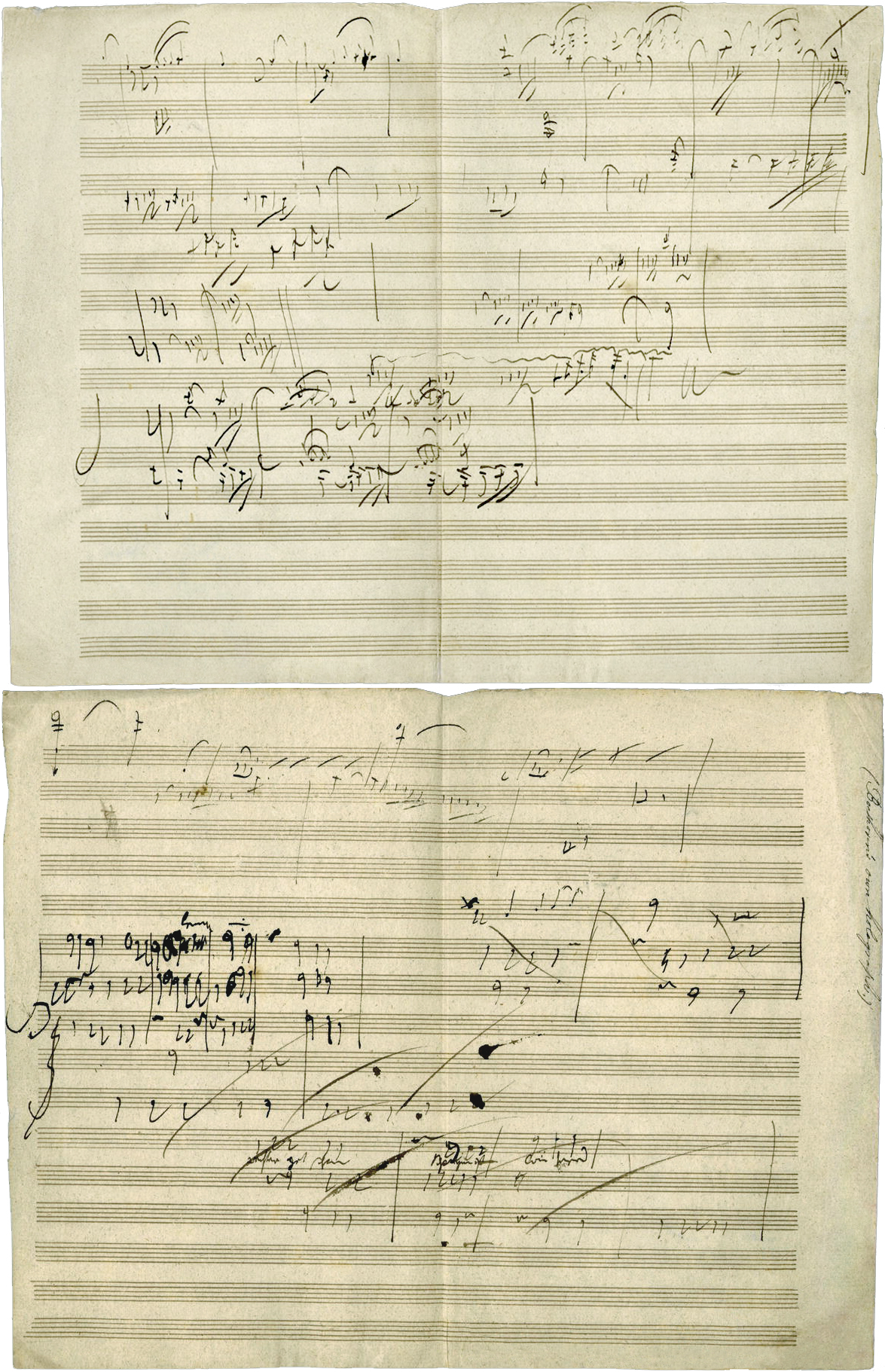

الموسيقى الفنية، وأحيانا يُطلق عليها «الموسيقى الجديّة» أو «الموسيقى الراقية»؛ هي مصطلح عامّ مستعمل للإشارة إلى التقاليد الموسيقية المطبّقة للاعتبارات البنيويّة والنظرية المتقدّمة. هذه الصيغة مستعملة كثيرا في علم الموسيقى، كما أنها أحيانا مستعملة من بعض علماء الموسيقى. عادة تُستخدم في نطاق التصنيف المؤسّس على «المثلث اللامحوري تمييزا عن الموسيقى الشعبية، الموسيقى التقليدية والموسيقى الفنية».